# Jonsered
Jonsered är en tätort i Partille kommun, Västergötland och Västra Götalands län, omkring 15 kilometer öster om Göteborg. 
Jonsered var ett säteri som från 1830-talet utvecklades till en bruksort under ledning av familjen Gibson, som gav orten en särprägel. Jonsereds fabriker var den dominerande arbetsgivaren och utmärkande är tegelbyggnaderna från tiden som bruksort som varade fram till början av 1980-talet. Riksantikvarieämbetet har utsett Jonsered till kulturmiljö av riksintresse. Det innebär att miljön har ett nationellt värde och betraktas som en av landets kulturskatter.

## Historia
Namnet Jonsered kommer av mansnamnet 'Johan' och av ordet 'ryd' som betyder 'röjning'. Det påträffas första gången 1526 med formen 'Iogenszredh' och 'Jonsered' först 1881. Jonsereds historia inom bruksepoken var framförallt som säteri och under en period kronogods. 1569 mottog Brynte Birgersson Lillie Jonsered som gåva av kungen. 1690 blev det åter ett kronogods i samband med en reduktion. Husets ägare skiftande sedan innan Olof Wijk köpte Jonsereds säteri 1831.

### Jonsereds fabriker

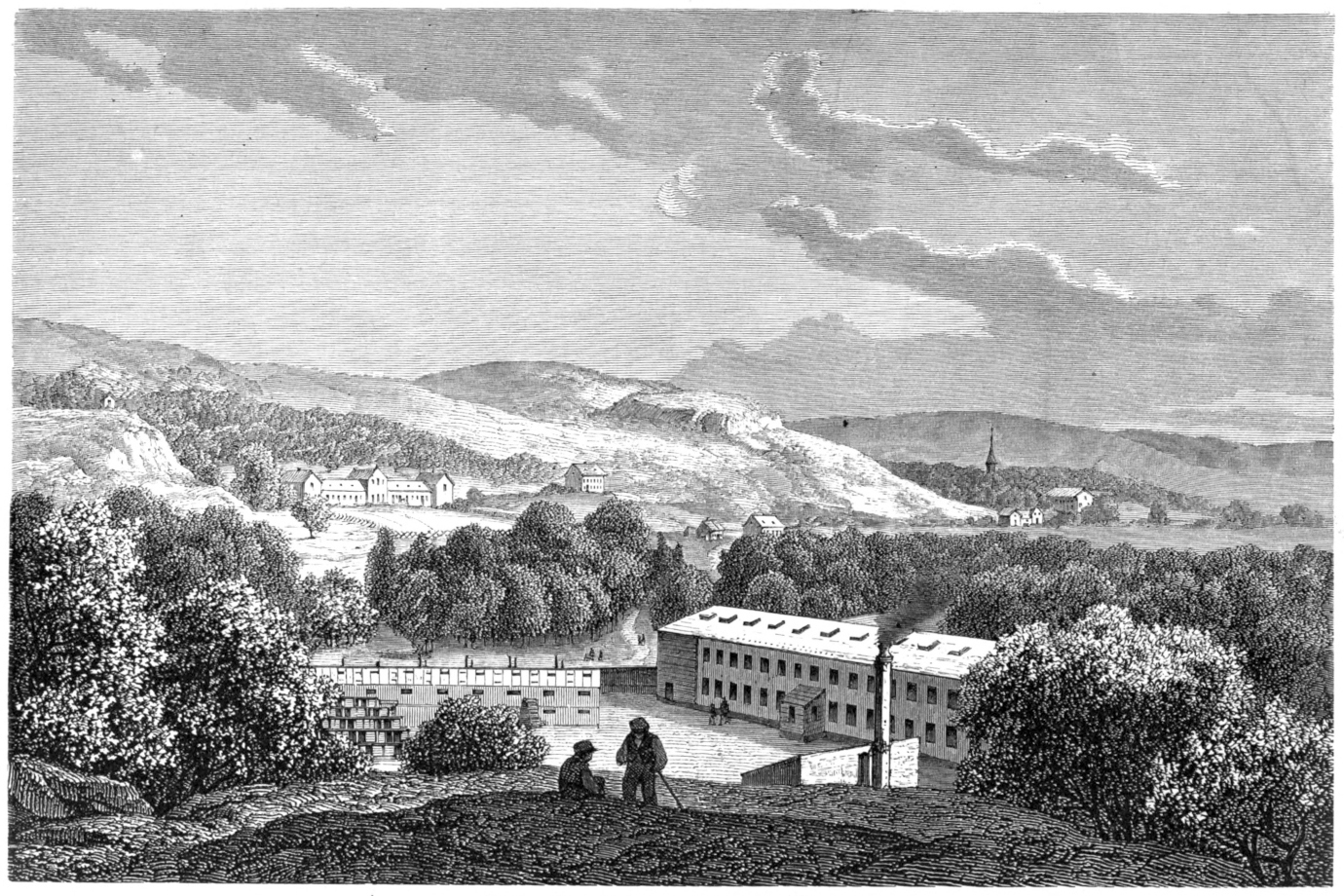
Vy över samhället från 1860-talet.
Xylografi från bildverket Nordiska taflor 1866.

Jonsered var från 1830-talet och fram till 1970-talet ett utpräglat brukssamhälle. År 1833 köptes egendomen Jonsered av skotten och affärsmannen William Gibson tillsammans med Alexander Keiller i syfte att där anlägga en textilindustri. Läget vid Säveån innebar bättre tillgång på vattenkraft och även expansionsmöjligheter i övrigt var bättre. Gibson anlade även gjuteri och verkstadsindustri. På 1860-talet inleddes framgångsrik produktion av träbearbetningsprodukter. 
Transporterna löstes genom pråmar i Säveån. 1856 invigdes den första sträckan på Västra stambanan mellan Göteborg och Jonsered. 1877 upprättades den första telefonförbindelsen i Göteborg, mellan staden och Jonsered. Jonsereds ställning som industriort markerades 1903 då det nya moderna kraftverket, Jonsereds kraftverk, invigdes. Jonsered besöktes av kung Oscar II 1901 som bland annat tittade på uppförandet av kraftverket. 1913 skedde ett ras vid järnvägsbanken vid Aspen som blev känt som Jonseredsraset. Kring 1914 stod dagens dubbelspåriga järnvägstunnel klar som ersatte det tidigare spåret som korsade fabriksområdet. Ett stickspår ledde in till fabriksområdet.
Bruket expanderade och samhället byggdes ut med nya arbetarbostäder som delades in efter alfabetet som till exempel Littera A. I folkmun fick de ofta andra namn som till exempel Smålänningegården. Många flyttade till Jonsered från Västsverige (bland annat Bollebygd) men även från Småland och Finland. De unga kvinnor som flyttade till orten fick bo på Flickhemmet. Många inflyttade inackorderades hos familjer i arbetarlängorna. Då bruket även ägde bostäderna på orten var anställning och boendet knutet till varandra, förlorades anställningen förlorade den anställde även boendet. I Jonsered arbetade många i 40-50 år på bruket där de började som 12-åringar efter att ha gått klart folkskolan. Efter skolgången väntade en plats på bruket för eleverna där bruket valde ut vad eleverna var lämpliga att arbeta med. Typiskt var också de många smeknamnen som kunde baseras på ursprung, sysselsättning eller släktskap och i Jonsered användes många lokala slanguttryck. 
Efterhand utvecklades ett socialt system i brukets regi med bland annat sjukstuga och tandläkarvård. 1899 stod ett ålderdomshem klart som ritats av ingenjören vid Jonsereds fabriker Sven Wingquist.

### Bruksorten

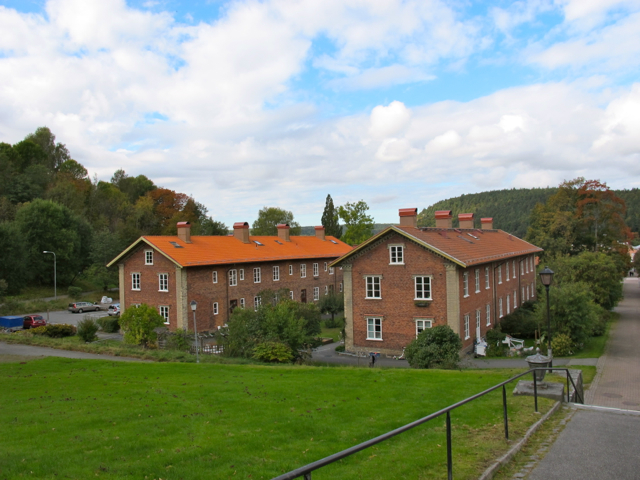
Jonsered: tidigare arbetarbostäder nedanför kyrkan.

Gibson och hans efterkommande satte sedan sin prägel på hela samhället där nästan allt var i släktens ägo. Under en tid fanns det bara en byggnad som inte ägdes av Gibsonsläkten och det var Ordenshuset, nuvarande Göta Bio. I slutet av 1800-talet etablerades folkrörelser, bland annat Blåbandrörelsen och studiecirklar och i början av 1900-talet idrottsföreningar som Jonsereds IF. Prästen Kristian Torin uppmuntrade föreningsbildade och grundade en sångförening. Hans efterträdare Ernst Klefbeck uppmuntrade bildandet av idrottsföreningar. En missionskyrka bildades. 1946 etablerades en fristående handelsbod som inte ägdes av bolaget, en Konsumbutik, och även en Ica-butik etablerades. 
Gamla fabriksbyggnader och arbetarbostäderna, bland annat de unika tegellängorna med tillhörande trädgårdar, de nationalromantiska trähusen i Hallebacken liksom Sveriges första radhus, Nybygget från 1841, finns fortfarande kvar. Vid fabrikens finns Porthuset, den ursprungliga ingången till fabriksområdet, kvar. I Jonsered finns även koloniområdet Amerika som delas av motorvägen E20 samt Jonsereds kyrka. Riksantikvarieämbetet har utsett Jonsered till kulturmiljö av riksintresse. Jonsered är omgärdat av vacker natur längs med Säveån och sjön Aspen, här finns Bokedalens naturreservat och Natura 2000-området Jonsereds strömmar.

### Jonsereds expansion

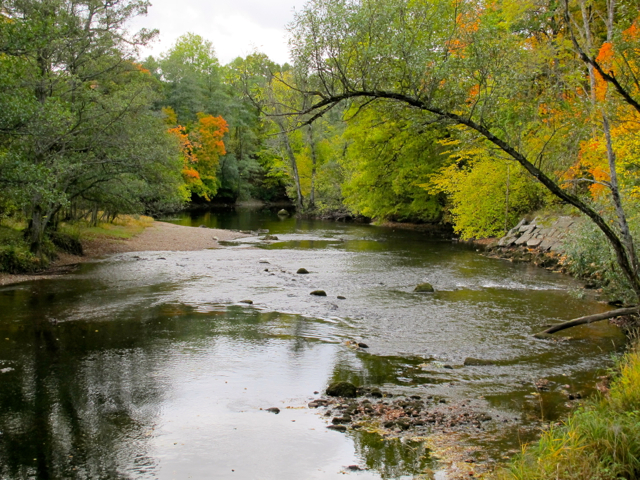
Jonsereds strömmar

I anslutning till Jonsered utvecklades bostadsområden i Uddared, Stärtered och Kåhög. Uddared består av egnahemsbebyggelse, Stärtered av hyresrätter medan Kåhög domineras av fristående bostadshus. Jonsereds fabriker ägde marken och sålde efterhand av den genom avstyckningar. I Uddared däremot skedde utvecklingen genom att arbetarna köpte upp mark som styckades av till hustomter. I Uddared utmanades för första gången brukets dominans när det gällde bostäder. Bruket ägde även Kåhögs gård och Högens gård. Brukets jordbruksverksamhet avvecklades under 1950-talet och Kåhögs gård ägs numera av kommunen. Högens gård revs i samband med att motorvägen E20 byggdes i början av 1960-talet. 
Jonsered var beläget i Partille socken och ingick efter kommunreformen 1862 i Partille landskommun. I denna inrättades för orten 2 april 1931 Jonsereds municipalsamhälle vilket sedan upplöstes 31 december 1954. Den första ordförande i municipalsamhället var kommendörkapten William Gibson. Plats för den kommunala verksamheten var Jonsereds skola och godtemplarhuset. Ett riktigt kommunalhus förverkligades aldrig i Jonsered och verksamheten påverkades av det dominanta bruket som ägde marken och samhällsfunktioner. Så kom istället Partille efterhand att utvecklas till centralort i kommunen. Från 1920-talet började en långsam kommunalisering av samhällsinstitutionerna i Jonsered, skolan och andra institutioner övergick till kommunen under 1920-talet men ännu under 1970-talet ansvarade Jonsereds fabriker för väg och vatten samt elektricitet i samhället.
Under och efter andra världskriget kom många flyktingar till Jonsered där de fick arbete på bruket. En stor grupp var ester men även många ingermanländare kom till Jonsered. Under de första åren bodde många av dem i baracker och andra tillfälliga bostäder. Många var kvinnor som fick arbete i textilen och senare inom motorsågstillverkningen.

### Jonsereds slut som bruksort

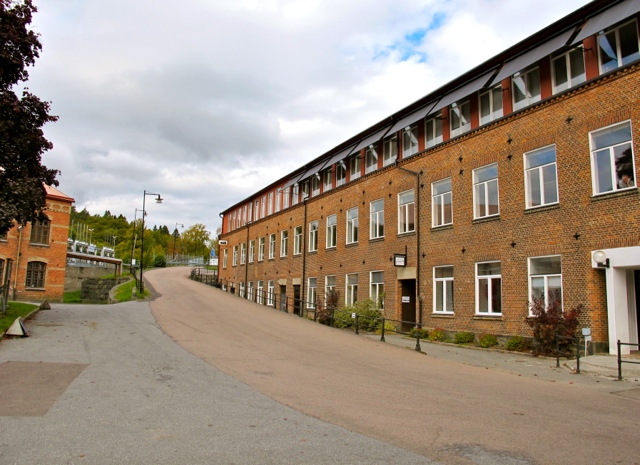
Jonsereds Fabrikers gamla huvudkontor.

Efterkrigstiden innebar fortsatt förändring av Jonsered. Allt fler lämnade orten för arbete på andra håll och den tidigare slutenheten luckrades upp alltmer både inifrån och utifrån. De som arbetade på fabriken kom allt oftare utifrån, däribland arbetskraftsinvandrare. De första åren efter kriget andades optimism där Jonsereds fabriker expanderade med en ny textilbyggnad. Efterhand drabbade textilkrisen även Jonsered men textilverksamheten ersattes av den växande maskintillverkningen (motorsågar, skogskranar). Bruket började sälja av mark och minskade sitt inflytande på orten. Under 1960-talet byggdes bostäder av Partille kommun i Högshall. 1974 stod Jonseredsgården ritad av Bo Cederlöf klar, en byggnad med skolbespisning, bibliotek och ålderdomshem. I samband med byggandet av Jonseredsgården revs gamla byggnader. 
I slutet av 1970-talet hindrade fabriken planer på ytterligare utbyggnad av bostäder men 1979 lades Jonsereds fabrikers AB ned och i samband med detta såldes stora delar av bostäderna till Bygg-Göta. Under 1980-talet följde nybyggnationer, bland annat längs med Jons väg där radhus byggdes.

## Befolkningsutveckling
| Befolkningsutvecklingen i Jonsered 1900–2020 | Befolkningsutvecklingen i Jonsered 1900–2020 | Befolkningsutvecklingen i Jonsered 1900–2020 | Befolkningsutvecklingen i Jonsered 1900–2020 | Befolkningsutvecklingen i Jonsered 1900–2020 |
| -------------------------------------------- | -------------------------------------------- | -------------------------------------------- | -------------------------------------------- | -------------------------------------------- |
|                                              |                                              |                                              |                                              |                                              |
| År                                           |                                              |                                              | Folkmängd                                    | Areal (ha)                                   |
| 1900                                         | 1900                                         |                                              | 1 472                                        | †                                            |
| 1960                                         | 1960                                         |                                              | 1 728                                        |                                              |
| 1965                                         | 1965                                         |                                              | 1 021                                        |                                              |
| 1970                                         | 1970                                         |                                              | 1 493                                        |                                              |
| 1975                                         | 1975                                         |                                              | 430                                          |                                              |
| 1980                                         | 1980                                         |                                              | 338                                          |                                              |
| 1990                                         | 1990                                         |                                              | 942                                          | 64                                           |
| 1995                                         | 1995                                         |                                              | 956                                          | 64                                           |
| 2000                                         | 2000                                         |                                              | 960                                          | 64                                           |
| 2005                                         | 2005                                         |                                              | 928                                          | 64                                           |
| 2010                                         | 2010                                         |                                              | 930                                          | 64                                           |
| 2015                                         | 2015                                         |                                              | 929                                          | 108                                          |
| 2018                                         | 2018                                         |                                              | 908                                          | 110                                          |
| 2020                                         | 2020                                         |                                              | 872                                          | 111                                          |
| † Som köpingsliknande samhälle 1900.         |                                              |                                              |                                              |                                              |

## Samhället

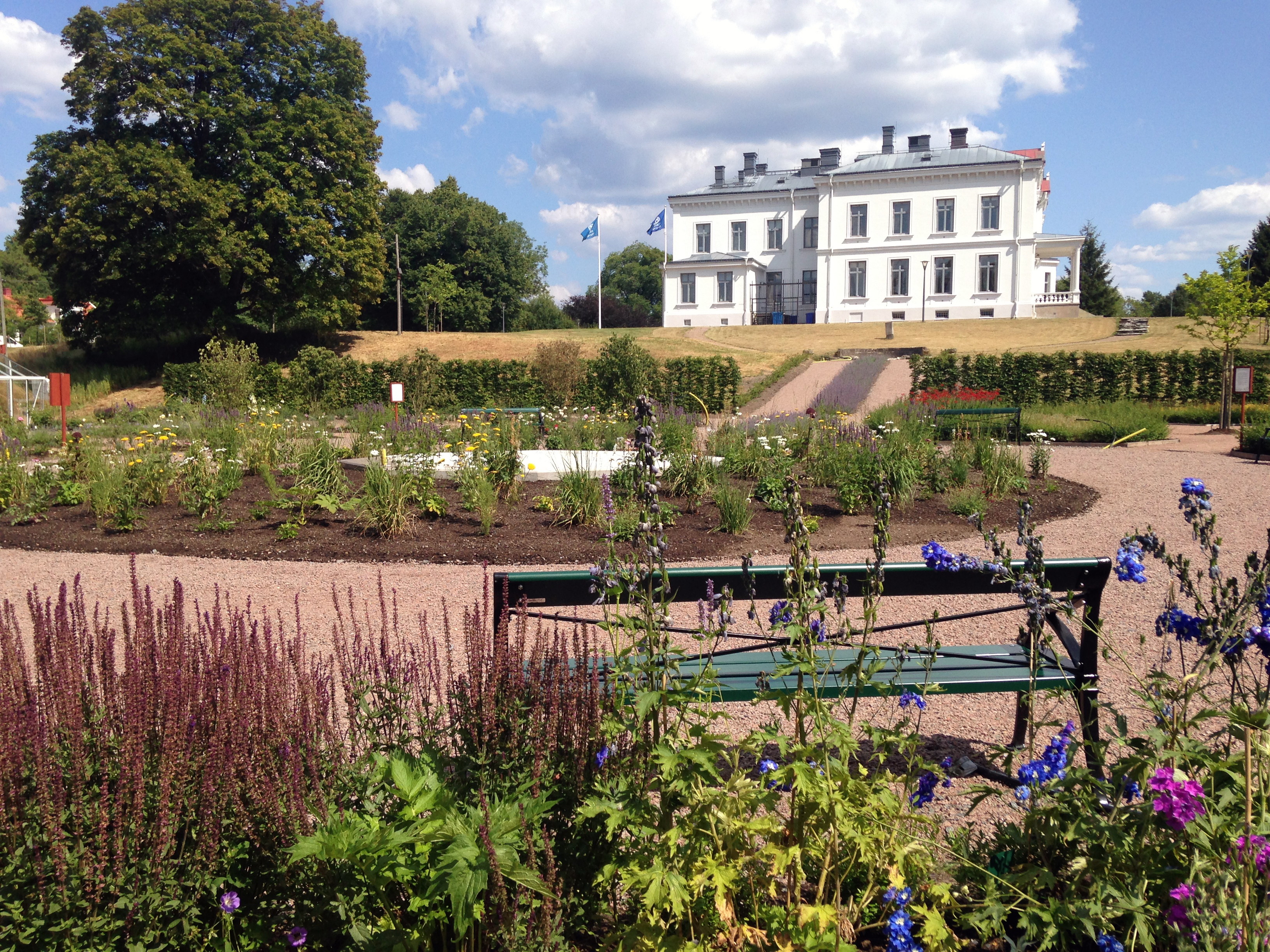
Jonsereds herrgård 2014

Jonsered genomkorsas av den tidigare riksvägen som går vidare mot Lerum och passerar då Aspen. Samhällets historiska mittpunkt är där stora vägen korsar kyrkogatan. Platsen var tidigare känd som Gapet (Manereds gap) och här samlades arbetarna för informellt prat sinsemellan. Manered var en gammal gård som tidigare fanns på platsen. Längs med Jonseredsvägen fanns tidigare postkontor, konditori, krukmakeri och bibliotek. Vid Jonseredsvägen fanns tidigare även ett Konsum och Ica och vid vändslingan för bussar strax innan Kesebacken en Pressbyråkiosk.
Mellan de gamla arbetarbostäderna som befinner sig nedanför vägen och Säveån återfinns delar av det gamla fabriksområdet med det tidigare bomullsspinneriet med sina typiska välvda tak. Bredvid ligger fotbollsplanen där Jonsereds IF spelar samt klubblokalen. Högst upp på Kyrkogatan återfinns Jonsereds kyrka av Adolf W. Edelsvärd samt församlingshemmet av Nils Einar Eriksson. Eriksson var även arkitekt till disponentvillan i Bokedalen (1951). Rakt fram på Jonseredsvägen från korsningen med Kyrkogatan kommer besökaren fram till Kesebacken som leder ner till fabriksområdet med den gamla infarten vid Porthuset. 
I Bokedalen på andra sidan järnvägen hittar man bokskogar och här fanns tidigare högre tjänstmäns bostäder. I Bokedalen fanns även Linnekullen som historiskt var en dansbana och samlingsplats. Vid sjön Aspen återfinns Jonsereds herrgård, ett säteri uppfört 1868 med tillhörande trädgård, Jonsereds trädgårdar. Göteborgs universitet nyttjar idag lokalerna för möten och konferens.
Den brittisk-inspirerade arkitekturen och bruksmiljön är en kulturmiljö av riksintresse.

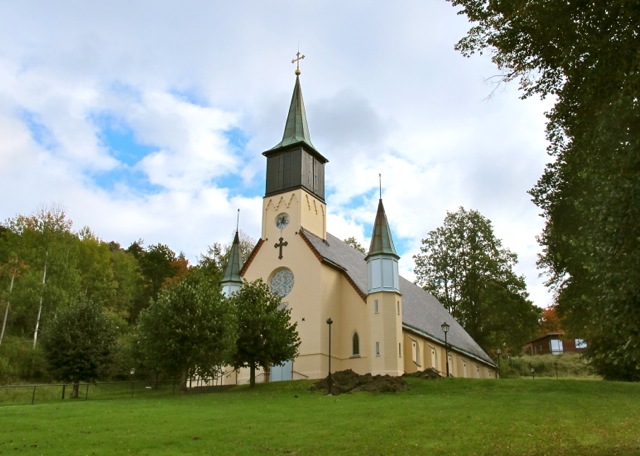
Jonsereds kyrka
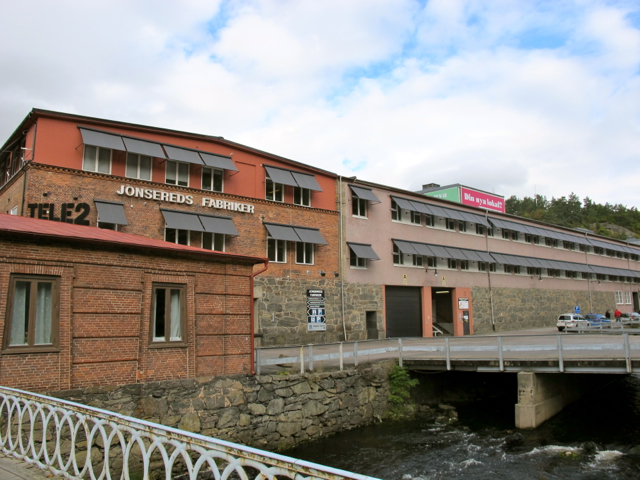
Jonsereds Fabriker
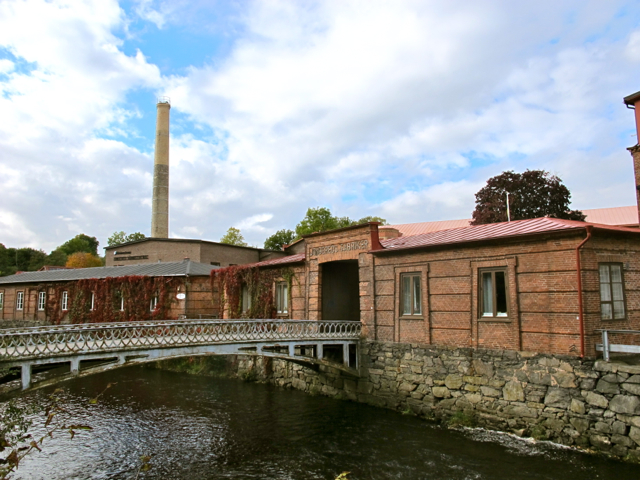
Jonsereds Fabriker (Porthuset)

## Kommunikationer

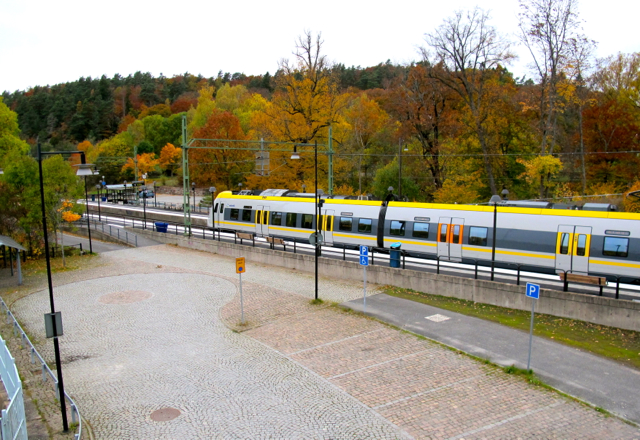
Jonsereds station

Strax söder om Jonsereds samhälle ligger motorvägen E20 som öppnade för trafik 1963. Vid Jonsereds station stannar pendeltåg. Västtrafiks bussar trafikerar Jonsered.

## Näringsliv
På det fabriksområde som en gång tillhörde Jonsereds Fabrikers AB återfinns nu en blandning av modernt näringsliv och traditionellt hantverk. Här huserar bland annat resterna av Jonsereds motorsågar i form av en testanläggning och utvecklingscenter för Husqvarna Construction Products. Produktionsbolaget MTV hade tidigare verksamhet i Jonsered. 2016 flyttade Poppels bryggeri sin verksamhet till Jonsereds fabriker. I den tidigare huvudbyggnadens bottenplan finns sedan 2017 tårttillverkaren One Cake.
Under främst 1990-talet gjorde MTV en rad TV-produktioner i det som tidigare var Jonsereds fabrikers huvudbyggnad. Bland annat spelades Sikta mot stjärnorna och Rena Rama Rolf in. Hantverksmässigt finner vi hattmakare till silversmeder och framgångsrika möbeltapetserare. På ortens mekaniska verkstad tillverkas accessoarer till försäljning för herrar under varumärket Jonsereds Herrdetaljer. Tidigare hade Tele2 verksamhet här.

## Kultur

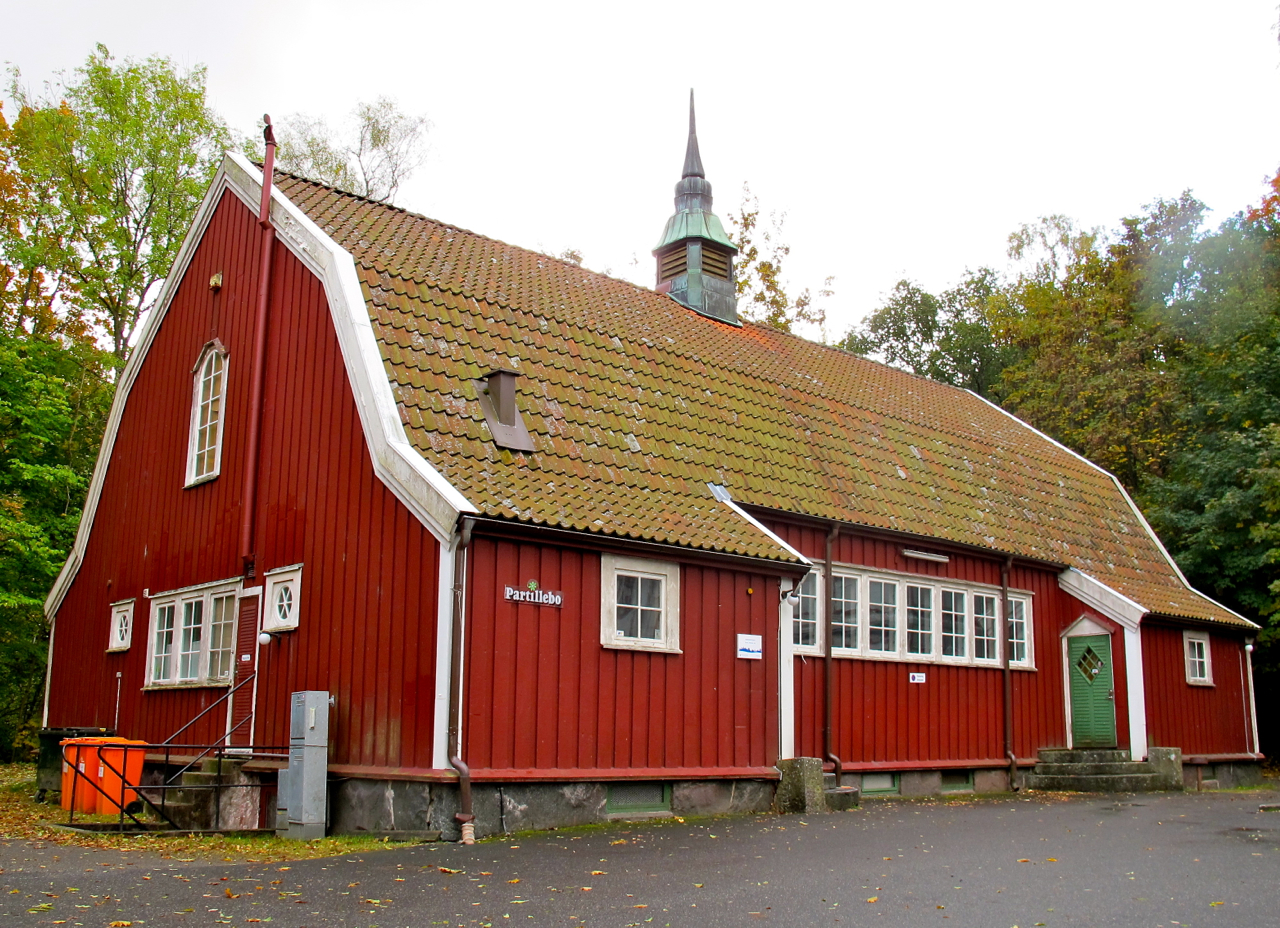
Biografen Göta Bio i Jonsered.

I Jonsered finns en musikkår med anor tillbaka till 1860-talet. På herrgården samlades i början av 1900-talet bland annat kulturpersonligheter som Viktor Rydberg, Ellen Key och Wilhelm Stenhammar. Gibson var ingenjör vid Jonsereds Fabrikers AB. Ett utslag av Jimmy Gibsons liksom av hans hustrus, Lizzie Wærns kulturradikalism - även inspirerad av vänskapen med Ellen Key - var deras insats för folkbildningen genom bildandet av en föreläsningsförening och ett lånebibliotek i Jonsered. Rainer Maria Rilke besökte Jonsered och makarna Gibson på initiativ av Ellen Key. Författaren Harry Martinson arbetade och bodde i Jonsered en tid av sitt liv och skrev om sin tid i Jonsered men kallade orten X-red.
Franciskusgården är ett romersk-katolskt franciskanerkloster som sedan slutet av 1970-talet är i det tidigare ålderdomshemmet i centrala Jonsered. 
Jonsereds hembygdsförening visar ortens och Jonsereds fabrikers historia i sina lokaler i Porthuset. Hembygdsföreningen arrangerar även historiska vandringar. En annan plats med fokus på historien är "Ett hem i Jonsered" som är namnet på ettsom sedan 2011 återskapat hem med tidigare arbetarbostäder som förlaga. I regi av Vision Jonsered.
Göta Bio är en biograf och festlokal förlagd i bruksortens anrika ordenshus.
Postverket har upplåtit en serie frimärken med klassiska svenska bruksorter som förlaga. Den 26 mars 2011 stämplades förstadagsbrevet med frimärksserien, däribland med Porthuset vid Jonsereds Fabriker som motiv.
Maria och Claes Pihl har baserat materialet till sitt musikalbum Nu går vi till fabriken på Jonsereds historia som brukssamhälle.

## Idrott

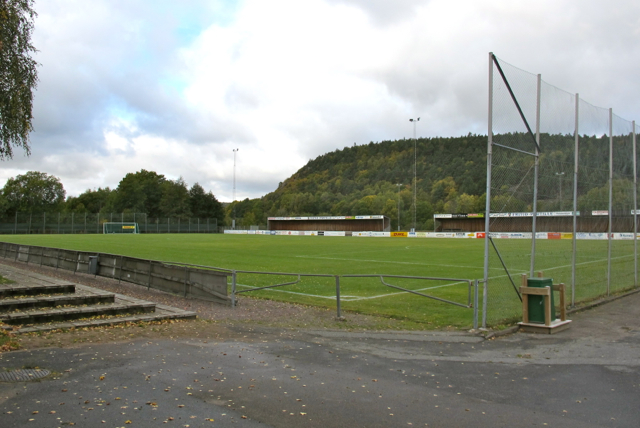
Jonsereds idrottsplats i Jonsered

Fotbollen populariserades i Jonsered i början av 1900-talet. Flera föreningar bildades däribland Bokedalens IF och Jonsereds GoIF. Jonsered präglades också av spontanfotboll med en rad klubbar som bildades i de olika kvarteren på orten. 1921 bildades så Jonsereds IF som har spelat i de högre serierna och i klubben har bland andra Torbjörn Nilsson spelat. Jonsereds Idrottsplats stod klar 1922. Föreningen kom även att ha brottning och friidrott på programmet. Jonsereds IF webbsida www.jonseredsif.se 
Historiskt fanns även en tennisklubb för tjänstemännen vid fabriken. Tennisbanan fanns i Bokedalen. I Jonsered fanns även en skytteförening och när sjöarna frös på spelades bandy.

## Kända personer från Jonsered
- Torbjörn Nilsson, fotbollsspelare
- Gunnar Zacharoff, fotbollsspelare
- Erik Börjesson, fotbollsspelare
- Reino Börjesson, fotbollsspelare
- Robert Laul, journalist
- Petter Larsson, journalist och författare